# Неве, Маргарет Энн
Маргарет Энн Неве (англ. Margaret Ann Neve; урождённая Харви, англ. Harvey; 18 мая 1792, Гернси — 4 апреля 1903, там же) — первый зарегистрированный долгожитель женского пола и второй подтверждённый человек, достигнувший 110 лет после Герта Адрианса Бомгарда. Жила в порту Сент-Питер-Порт на острове Гернси.

## Биография
Родилась 18 мая 1792 года. Будучи ребёнком проживавшая в Сент-Питер-Порте, пережила падение с лестницы. Была старшей среди 8 детей. Отец занимался торговым судоходством. Неве могла вспомнить беспорядки, которые французская революция принесла на Гернси. Получила образование в Бристоле, интересовалась литературой и поэзией. Свободно общалась на французском и итальянском языках, также общалась на испанском и немецком. Её отец скончался в 45 лет, оставив вдову и дочерей в коттедже, который купил в 1808. Брат Джон (1793) женился и переехал обратно на Гернси, затем в Англию. Сестра Элизабет (1796) никогда не была замужем. Брат Томас эмигрировал в США. Ещё одна сестра Августа (1801) умерла во младенчестве, Луиза (1805) умерла в 1821. 18 января 1823 вышла замуж. 25 лет брака прожила в Англии, вернулась на родину после смерти мужа. Её мать Элизабет, урождённая Гий умерла в 99 лет в 1871. Перепись 1871 года показала, что Маргарет живёт со своей 73-летней сестрой на Гернси. Последняя поездка за границу состоялась в 1872 году в Краков, входивший в состав Австро-Венгрии, когда ей было 80 лет. 18 мая 1899 был проведён приём в честь её 107-летия, на котором присутствовали должностные лица и около 250 видных гостей. 
Сообщалось, что она никогда не болела до 105 лет, когда у неё был грипп и бронхит в 108 лет. В 110 лет она поднялась на дерево, чтобы сорвать яблоко. В обеденное время наслаждалась стаканом с половиной старого хереса, а за ужином слабым виски и водой. У неё была привычка вставать рано. Умерла 4 апреля 1903, за месяц до 111-летия. Флаги были опущены до половины мачты в знак уважения.